# Vranik Roland
Vranik Roland (Budapest, 1968. február 9. –) magyar filmrendező, forgatókönyvíró, előadó.
Filmjei:
- 2016 Az állampolgár7.7rendező, forgatókönyvíró (magyar dráma, 109 perc, 2016)
- 2009 Adás5.4rendező, forgatókönyvíró (magyar filmdráma, 90 perc, 2009)
  - Magyar Mozi TV:
    - hétfő (febr. 24.) 00:10
- 2004 Fekete kefe5.4rendező, forgatókönyvíró (magyar vígjáték, 83 perc, 2004)

Életrajz:
Testvére Vranik Krisztián zeneszerző, akivel több filmjén is együtt dolgoztak. Pályája kezdetén a budapesti Positive Production filmműhelynél dolgozott, majd Hollandiában tanulta meg a szakma alapjait. Tarr Béla rendezőasszisztenseként dolgozott a Werckmeister harmóniák című filmen.
Kisjátékfilmjei a Séta (1993), a Nyári Sándor (1995) és a Dominátor 2000 (2000). 2005-ben készült el Fekete kefe című vígjátéka, amely elnyerte a Magyar Filmszemle fődíját. Író és rendezőként dolgozott Az adás című drámán 2009-ben.
2017-ben került a mozikba Az állampolgár című filmje, amelynek a forgatókönyvét is ő maga írta és rendezte. A történet egy hazánkban élő afrikai menekültről szól, akinek választania kell a szerelem és egy menekülttársával szembeni felelősség között. 

## Életpályája
Érettségi után, 1987-től a budapesti Positive Production filmműhely tagja. Hollandiában rendezett filmeket, és résztvevője volt a Holland Filmakadémia diákjai által készített produkciókban. Első nagyjátékfilmje 2005-ben született, Fekete kefe címmel, amely elnyerte a Magyar Filmszemle fődíját. Korábban Tarr Béla rendezőasszisztense volt.

## Filmjei

### Rendezőként és forgatókönyvíróként
- Séta (1993)
- Nyári Sándor (1995)
- Dominátor 2000 (2000)
- Fekete kefe (2005)
- Adás (2009)
- Az állampolgár (2016)

### Rendezőasszisztensként
- Werckmeister harmóniák (2000)

## Díjai
- A Magyar Filmszemle fődíja (2005)
- A Magyar Filmszemle diákzsűri különdíja (2005)
- szaloniki legjobb rendezés díja (2005)
- a filmkritikusok díja (2006)
- a várnai Love is Folly Nemzetközi Filmfesztivál Arany Aphrodité díja (2017)[2]